# خوان مارتین مالداسنا
 خوان مارتین مالداسنا (اسپانیایی: Juan Martín Maldacena‎؛ زاده ۱۰ سپتامبر ۱۹۶۸) فیزیک‌دان نظری آرژانتینی است.